# Station Montluel
Station Montluel is een spoorwegstation in de Franse gemeente Montluel.